# Holanthias
Holanthias é um gênero de anthias da família Serranidae e da subfamília Anthiinae. Os anthias deste gênero habitam recifes mesofóticos do Atlântico Central, próximos das ilhas de Santa Helena e Ascenção, além de poderem ser encontrados no Banco Grattan e no Monte Submarino de Bonaparte.  Possuem corpos um pouco alongados e coloridos, geralmente os machos possuem a cauda maior e com um filamento longo, lembrando uma espada. A etimologia de Holanthias vem de holos, que significa inteiro ou completo e anthias, significa peixe (especificamente ao canário-do-mar (Anthias anthias), espécie tipo do gênero Anthias e da subfamília.) com uma barbatana caudal convexa em vez de bifurcada.

## Espécies
O gênero Holanthias possui apenas 2 espécies:
- Holanthias caudalis Trunov 1976
- Holanthias fronticinctus (Günther 1868)